# Marie Oppert
Pour les articles homonymes, voir Oppert.
Marie Oppert, née en 1997, est une chanteuse et une actrice française.

## Biographie
Fille de parents musiciens, elle commence très jeune le piano et la clarinette, puis entre, encore enfant, à la maîtrise du Conservatoire de musique de Paris. Elle apparait pour la première fois sur scène en 2008, dans le spectacle musical Le Voyage de Pinocchio mis en scène par Sandrine Anglade. En 2009, elle interprète Marta dans la comédie musicale La Mélodie du bonheur au théâtre du Châtelet ; dans la reprise de 2011, elle change de personnage et incarne Brigitta. Au Châtelet encore, en 2013, elle est la violoniste dans la production anglaise de Street Scene de Kurt Weill. La même année, elle se produit dans l'opéra pour enfants Le Clavier fantastique de Graciane Finzi, d'après Jules Verne à la salle Pleyel, où elle est « Mi Bémol ».
Sa carrière prend une nouvelle dimension en 2014, elle est d'abord l'Alice de Lewis Carroll dans le spectacle musical Alice, la comédie musicale, puis Geneviève dans Les Parapluies de Cherbourg de Jacques Demy et Michel Legrand, au théâtre du Châtelet, reprenant avec succès le rôle créé au cinéma par Catherine Deneuve en 1964,.
Elle obtient son baccalauréat en 2015 avant d'intégrer grâce à la bourse Fulbright le Marymount Manhattan College de New York.
En 2021, elle est nommée aux Victoires de la musique classique en tant que révélation artiste lyrique.
Le 9 mars 2022, la Comédie-Française annonce sa signature et son arrivée à partir du 4 avril 2022. Elle interprète son premier rôle dans Le Bourgeois gentilhomme de Molière, pièce mise en scène par Christian Hecq et Valérie Lesort.

## Théâtre musical
- 2008 : Le Voyage de Pinocchio de Sandrine Anglade d'après Collodi, Théâtre de Cachan
- 2009 : The Sound of Music de Richard Rodgers et Oscar Hammerstein II, Théâtre du Châtelet : Marta
- 2011 : The Sound of Music, Théâtre du Châtelet : Brigitta
- 2013 : Street Scene de Kurt Weill, Théâtre du Châtelet : la violoniste
- 2013 : Le Clavier fantastique de Graciane Finzi, Salle Pleyel : Mi Bémol
- 2014 : Alice, la comédie musicale, de Julien Goetz et Marina Pangos, d'après Lewis Carroll, Théâtre Clavel : Alice
- 2014 : Les Parapluies de Cherbourg de Jacques Demy et Michel Legrand, Théâtre du Châtelet : Geneviève[4]
- 2015 : Sweeney Todd de Stephen Sondheim, Opéra de Reims : Johanna
- 2016 : Les Mousquetaires au Couvent de Louis Varney, Jules Prével et Paul Ferrier, Théâtre de l’Odéon de Marseille : Louise
- 2017 : Quand la guerre sera finie de Marie Céline Lachaud et Nicolas Skilbeck, Le Nouveau Ring : Lucile
- 2018 : Peau d'âne, Théâtre Marigny : Peau d'âne
- 2018 : My Fair Lady, Zénith d'Orléans : Eliza Doolittle
- 2019 : Un violon sur le toit de Joseph Stein, Jerry Bock et Sheldon Harnick, Opéra national du Rhin : Hodel
- 2022 : West Side Story, Zénith d'Orléans : Maria
- 2022 : Les Serge (Gainsbourg point barre), adaptation et mise en scène de Stéphane Varupenne et Sébastien Pouderoux, Studio-Théâtre Comédie-Française
- 2023 : L'Opéra de quat'sous, texte de Bertolt Brecht et musique de Kurt Weill, mise en scène Thomas Ostermeier, Comédie-Française

## Théâtre
- 2018 : L'Idiot d’après Dostoïevski, mise en scène et adaptation théâtrale Thomas le Douarec, théâtre 14 Jean-Marie-Serreau
- 2021 : La Tempête de Shakespeare, mise en scène Sandrine Anglade, tournée française
- 2022 : Le Bourgeois Gentilhomme de Molière, mise en scène Valérie Lesort et Christian Hecq, Comédie-Française
- 2022 : La Vie de Galilée de Bertolt Brecht, mise en scène Éric Ruf, Comédie-Française
- 2023 : Théorème / Je me sens un cœur à aimer toute la terre d'Amine Adjina, d'après Pier Paolo Pasolini, mise en scène d'Amine Adjina et Émilie Prévosteau, Théâtre du Vieux-Colombier Comédie-Française

## Cinéma
- 2022 : Ténor de Claude Zidi Jr. : Joséphine.

## Télévision
- 2025 : La Rebelle : Les Aventures de la jeune George Sand de Rodolphe Tissot : Eugénie Duvernet
- 2026 : Paolo de Sébastien Marnier

## Discographie
- 2020 : Enchantée[5]